# Dobieszów (Głubczyce)
Pour les articles homonymes, voir Dobieszów.
Dobieszów est une localité polonaise de la gmina et du powiat de Głubczyce en voïvodie d'Opole.